# De reizen van Filips de Schone in Spanje in 1506
De reizen van Filips de Schone in Spanje in 1506 is een reeks van vier schilderijen, tentatief toegeschreven aan Jacob van Lathem. Ze zijn kort na 1506 en uiterlijk in 1532 gemaakt en bevinden zich op hun oorspronkelijke locatie in het Château de La Follie in de Belgische gemeente Écaussinnes-d'Enghien. Artistiek zijn de werken niet bijzonder, maar iconografisch des te meer.

## Totstandkoming
De schilderijen tonen episodes uit de tweede reis van Filips de Schone naar Spanje, nadat hij de kroon van Castilië had geërfd via zijn vrouw Johanna. Dankzij de anonieme hofchroniqueur kunnen we de taferelen exact plaatsen in de tijd. Tijdens de reis ontmoette Filips zijn schoonvader Ferdinand II van Aragón, maar er was sprake van een culturele botsing tussen zijn Bourgondische gevolg en de Spanjaarden. Na enkele maanden overleed Filips onverwacht. Omdat ook zijn eerst schenk Bernard II d'Orley ziek werd en stierf, gingen er geruchten van vergiftiging. Orleys weduwe Isabeau van Wittem () verwierf vier schilderijen die over de reis waren gemaakt, wellicht door Filips' hofschilder Jacob van Lathem. Er kan worden vermoed dat het om een geschenk van het hof ging, tenzij ze zelf de opdracht gaf. Haar afstammelingen bezitten nog steeds het kasteel met in de eetzaal de schilderijen. Ze zijn overgebracht van paneel op doek.

## Voorstelling

### Ontmoeting van Filips de Schone en Ferdinand II van Aragon in Remesal
Op 20 juni 1506 treffen Filips de Schone en Ferdinand II van Aragon elkaar in Remesal. De massa Bourgondische soldaten en piekeniers contrasteert met het kleine gevolg van Ferdinand, die een sobere reismuts draagt en op een pony zit. Filips daarentegen draagt een witte hoed en paarse zijde.

### Stierengevecht te Benavente ter ere van Filips de Schone
Eind juni wordt Filips in Benavente vergast op een stierenloop (corrida). Het schilderij is een van de oudste afbeeldingen van dit fenomeen. Het toont hoe verschillende mannen wegrennen van de stier, die al iemand op de grond heeft geworpen en vertrappelt. Anderen, onder wie een ruiter, jagen het dier op met rejónes (lansen). Het doel was de metalen punt in de stier te drijven en de houten schacht af te breken. De winnaar was degene die de meeste speerpunten in het stierenlijf achterliet. Het kasteel in de achtergrond moet dat van de heer van Benavente zijn, al komt het niet helemaal overeen met de overblijfselen ervan.

### Steekspel op het marktplein van Valladolid
Op 19 juli 1506 neemt Filips de Schone deel aan een steekspel op de Plaza Mayor van Valladolid. Het ging om een zogenaamd juego de cañas, gespeeld met rieten stokken door twee ploegen van acht ruiters. Uiterst rechts wijzen de klaroenblazer en het koninklijk vaandel op de participatie van Filips aan het spektakel. De toeschouwers staan in een dichte haag rond het speelveld en tot op de daken.

### Begrafenis van Filips de Schone in Burgos
Op 26 september 1506 verlaat de rouwstoet van Filips de Schone het Casa del Cordón van Burgos, waar hij de dag voordien is overleden. De optocht wordt geleid door toortsdragers en wapenherauten. Na hen komt de met brokaat beklede chariot d'armes. Achteraan lopen de koningin (in het rood) en achter haar wellicht Johanna van Aragon ().

## Voetnoten
1. ↑  Gillian B. Fleming, Juana I. Queenship and Power, 2018, p. 112. DOI:10.1007/978-3-319-74347-9_7
2. ↑  John Beusterien, Transoceanic Animals as Spectacle in Early Modern Spain, 2020, p. 198. DOI:10.1515/9789048552252-006
3. ↑  Gillian B. Fleming, Juana I. Queenship and Power, 2018, p. 130. DOI:10.1007/978-3-319-74347-9_7